# Limacus flavus
La babosa amarilla (Limacus flavus) es un  gasterópodo pulmonado de la familia Limacidae, común en Europa.

## Descripción
Esta babosa tiene un cuerpo de color amarillo con manchas grises. La longitud del cuerpo puede ser de 7,5 a 10 cm.

## Distribución
La babosa amarilla es común en Inglaterra, Gales e Irlanda, así como la mayor parte del sur y el oeste de Europa.
Como especie no nativa, se la encuentra en Asia y América del Sur (Argentina, Brasil, Chile, Uruguay, Colombia y Ecuador), debido a introducción accidental.

## Hábitat
Esta especie está fuertemente asociada con los asentamientos humanos, y se encuentra normalmente en zonas húmedas, como sótanos, cocinas, y jardines. En términos generales, es visto solo por la noche, porque es nocturna.

## Ecología
Se trata de un molusco terrestre que se alimenta sobre todo de hongos, materia en descomposición, verduras.
A veces las babosas amarillas son depredadas por mapaches, gansos, patos, serpientes de jardín, salamandras, topos y musarañas.